# Mysterious Disappearances
Mysterious Disappearances (jap. 怪異と乙女と神隠し Kaii to Otome to Kamikakushi) ist eine Manga-Serie von Nujima, die seit 2019 in Japan erscheint. Die Serie wurde ins Deutsche übersetzt und hat 2024 eine Adaption als Anime erhalten.  

## Inhalt
Die junge Schriftstellerin Sumireko Ogawa (緒川 菫子) arbeitet zusammen mit Ren Adashino (化野 蓮) als Angestellte in einem Buchladen. Zwar kam ihr erstes Buch schon heraus, als sie nur 15 Jahre alt war, doch nun mit 28 scheinen Talent und Erfolg sie verlassen zu haben. Zum Geburtstag bekommt die vom Übernatürlichen begeisterte von ihrem Chef ein Buch geschenkt, das ein Kunde in den Regalen des Ladens hinterlassen hat. Als sie um Mitternacht in dem Gedichtband liest, verwandelt sie sich in ihr früheres Ich. Mit der Verjüngung kommt auch ihre Lust aufs Schreiben zurück und sie bleibt tagelang zuhause, um sich ganz der Schriftstellerei zu widmen. Ren Adashino geht schließlich zu ihr, um nach dem Rechten zu sehen, und ahnt was passiert ist. Er kennt diese Art Bücher und die tödliche Gefahr, die in ihnen steckt. Er kann Ogawa retten und überzeugt sie, von nun an gemeinsam mit ihn nach solchen Fluchbüchern zu suchen. Auch wenn der auf dem Buch liegende Fluch von Adashino beseitigt wurde, kann Ogawa von nun an zwischen den beiden Formen wechseln, indem sie entsprechende Gedichte rezitiert.
Adashino hat einen Auftraggeber, der es auf solche übernatürlichen Objekte abgesehen hat. Durch die Übergabe der Objekte kann er eine Gegenleistung für sich und seine Schwester Oto erhalten, die sie schon lange suchen, seit sie allein leben. Beide haben besondere Fähigkeiten zum Übersinnlichen, so können sie Schilder sehen, die auf übernatürliche Vorfälle hinweisen. Ogawas Verwandlungsfähigkeit ist ihnen ebenso zu Nutze wie ihr Wissen über Okkultes. Doch nur langsam verraten sie ihr mehr über sich und ihre Aufträge. Zugleich gewinnt Ogawa wieder mehr Zutrauen in sich als Schriftstellerin, deren Fan Adashino ist. Der Oberschülerin Oto wiederum ist Ogawa erst zuwider, da sie glaubt, sie würde sich an ihren Bruder heranmachen. Mit der Zeit gewinnt sie aber Vertrauen in die Junge Frau.

## Veröffentlichung
Der Manga erscheint seit Oktober 2019 in Einzelkapiteln im Online-Magazin Yawaraka Spirits beim Verlag Shogakukan. Dieser bringt die Serie auch in bisher neun Sammelbänden heraus (Stand: April 2025).
Auf Deutsch wird der Manga seit Januar 2024 von Tokyopop in bisher sieben Bänden veröffentlicht (Stand Juli 2025). Die Übersetzung stammt von Sakura Ilgert. Bei Seven Seas Entertainment ist eine englische Fassung angekündigt.

## Anime-Adaption
Bei Studio Zero-G entstand unter der Regie und nach Drehbüchern von Tomomi Mochizuki eine Adaption des Stoffs als Anime. Das Charakterdesign stammt von Takuya Tani und die künstlerische Leitung lag bei Toshiyuki Sakae. Die Tonarbeiten leitete Fumiyuki Go und für die Kameraführung war Tomomi Saitō zuständig. Die Produzenten waren Aya Iizuka, Jōtarō Ishigami, Reiko Sasaki und Shousei Ito.
Der Anime wurde im Januar 2023 angekündigt. Am 10. April 2024 startete die Serie bei den Sendern AT-X, Tokyo MX, BS NTV und Kantele in Japan. Die letzte Folge kam am 26. Juni 2024 heraus. Parallel dazu wurde der Anime bei Crunchyroll per Streaming veröffentlicht, unter anderem mit deutschen und englischen Untertiteln.

### Synchronisation
| Rolle                      | japanischer Sprecher (Seiyū) |
| -------------------------- | ---------------------------- |
| Ren Adashino               | Daiki Yamashita              |
| Sumireko Ogawa             | Fairouz Ai                   |
| Oto Adashino               | Eri Yukimura                 |
| Kisaragi Station Attendant | Masako Nozawa                |
| Jormun Himeuo              | Naomi Ōzora                  |
| Shizuku                    | Rie Takahashi                |
| Nodoka Ametsuchi           | Saya Aizawa                  |
| Manami Uname               | Yui Horie                    |
| Jikū no Ossan              | Yūya Uchida                  |

### Musik
Die Musik der Serie stammt von Kayo Konishi und Yukio Kondō. Das Vorspannlied ist Hazard Symbol von Yuyu und das Lied im Abspann ist Shuku Somete Shinzō von Nonoka Ōbuchi.